# دونيتسك
دونيتسك (باللغة الأوكرانية: Донецьк) هي عاصمة جمهورية دونيتسك الشعبية الإنفصالية في جنوب شرق أوكرانيا وتقع بالقرب من حدود روسيا في حوض نهر الدونيتس.
تعتبر دونيتسك خامس أكبر مدن أوكرانيا من حيث تعداد السكان بعد كييف وخاركيف وأوديسا ودنيبروبتروفسك. ويبلغ عدد سكانها 975,000 نسمة.
تشتهر المدينة بوجود أكبر مناجم الفحم الحجري والحديد والصلب في أوكرانيا، بالإضافة إلى انها من المدن الحديثة كما ان لها دور في مجال الرياضة ففي مجال كرة القدم يعتبر نادي شاختار دونيتسك من أهم نوادي أوكرانيا وهو الذي يملك ملعب الدونباس ايرينا أحد أهم وأكبر الملاعب في أوروبا حسب تصنيف الفيفا الدولي.
كما يقع ضمن الدونسك اوبلاست ميناء مريوبل على بحر اوزوف وفي المدينة مطار حديث و كذلك محطة قطار من الدرجة الأولى و قد زودت مؤخرا بأحدث القطارات ذات السرعة الفائقة كما تشهد المدينة نموا اقتصاديا وسياسيا منذ فترة ويعتبر رجل الأعمال الأوكراني المسلم رينات اخميتوف من أهم وابرز اقطاب الاقتصاد في المدينة.

## المناخ
يظهر الجدول التالي التغييرات المناخية على مدار السنة لدونيتسك:
| البيانات المناخية لـدونيتسك       | البيانات المناخية لـدونيتسك | البيانات المناخية لـدونيتسك | البيانات المناخية لـدونيتسك | البيانات المناخية لـدونيتسك | البيانات المناخية لـدونيتسك | البيانات المناخية لـدونيتسك | البيانات المناخية لـدونيتسك | البيانات المناخية لـدونيتسك | البيانات المناخية لـدونيتسك | البيانات المناخية لـدونيتسك | البيانات المناخية لـدونيتسك | البيانات المناخية لـدونيتسك | البيانات المناخية لـدونيتسك |
| الشهر                             | يناير                       | فبراير                      | مارس                        | أبريل                       | مايو                        | يونيو                       | يوليو                       | أغسطس                       | سبتمبر                      | أكتوبر                      | نوفمبر                      | ديسمبر                      | المعدل السنوي               |
| --------------------------------- | --------------------------- | --------------------------- | --------------------------- | --------------------------- | --------------------------- | --------------------------- | --------------------------- | --------------------------- | --------------------------- | --------------------------- | --------------------------- | --------------------------- | --------------------------- |
| الدرجة القصوى °م (°ف)             | 12.2 (54.0)                 | 16.0 (60.8)                 | 21.3 (70.3)                 | 31.0 (87.8)                 | 34.6 (94.3)                 | 38.0 (100.4)                | 37.8 (100.0)                | 39.1 (102.4)                | 33.9 (93.0)                 | 32.7 (90.9)                 | 20.5 (68.9)                 | 15.0 (59.0)                 | 39.1 (102.4)                |
| متوسط درجة الحرارة الكبرى °م (°ف) | −1.3 (29.7)                 | −0.9 (30.4)                 | 5.3 (41.5)                  | 14.5 (58.1)                 | 20.9 (69.6)                 | 24.8 (76.6)                 | 27.3 (81.1)                 | 26.8 (80.2)                 | 20.7 (69.3)                 | 13.1 (55.6)                 | 4.7 (40.5)                  | −0.3 (31.5)                 | 13.0 (55.4)                 |
| المتوسط اليومي °م (°ف)            | −4.1 (24.6)                 | −4.1 (24.6)                 | 1.3 (34.3)                  | 9.4 (48.9)                  | 15.4 (59.7)                 | 19.3 (66.7)                 | 21.6 (70.9)                 | 20.8 (69.4)                 | 15.1 (59.2)                 | 8.5 (47.3)                  | 1.6 (34.9)                  | −2.9 (26.8)                 | 8.5 (47.3)                  |
| متوسط درجة الحرارة الصغرى °م (°ف) | −6.7 (19.9)                 | −7.0 (19.4)                 | −2.1 (28.2)                 | 4.6 (40.3)                  | 10.0 (50.0)                 | 13.8 (56.8)                 | 15.9 (60.6)                 | 15.0 (59.0)                 | 10.0 (50.0)                 | 4.5 (40.1)                  | −1.1 (30.0)                 | −5.4 (22.3)                 | 4.3 (39.7)                  |
| أدنى درجة حرارة °م (°ف)           | −32.2 (−26.0)               | −31.1 (−24.0)               | −21.0 (−5.8)                | −10.6 (12.9)                | −2.4 (27.7)                 | 2.1 (35.8)                  | 6.0 (42.8)                  | 2.2 (36.0)                  | −6.0 (21.2)                 | −10.0 (14.0)                | −22.2 (−8.0)                | −28.5 (−19.3)               | −32.2 (−26.0)               |
| الهطول مم (إنش)                   | 37 (1.5)                    | 32 (1.3)                    | 34 (1.3)                    | 38 (1.5)                    | 46 (1.8)                    | 65 (2.6)                    | 51 (2.0)                    | 37 (1.5)                    | 36 (1.4)                    | 37 (1.5)                    | 38 (1.5)                    | 41 (1.6)                    | 492 (19.4)                  |
| متوسط الأيام الممطرة              | 11                          | 8                           | 10                          | 13                          | 13                          | 14                          | 11                          | 8                           | 11                          | 11                          | 13                          | 11                          | 134                         |
| متوسط الأيام المثلجة              | 17                          | 17                          | 10                          | 2                           | 0                           | 0                           | 0                           | 0                           | 0                           | 2                           | 8                           | 16                          | 72                          |
| متوسط الرطوبة النسبية (%)         | 87                          | 84                          | 77                          | 66                          | 62                          | 66                          | 64                          | 60                          | 67                          | 76                          | 86                          | 88                          | 73                          |
| المصدر: Pogoda.ru.net             |                             |                             |                             |                             |                             |                             |                             |                             |                             |                             |                             |                             |                             |

## توأمة
لدونيتسك اتفاقيات توأمة مع كل من:
- تروندهايم
- فيلنيوس
- تارانتو
- بوخوم (1987 - )
- شفيلد
- شارلوروا
- بيتسبرغ
- موسكو
- نارفا
- كاتوفيتسه
- روستوف على نهر الدون
- كوتايسي
- باطوم (25 أغسطس 2013 - )[17]
- غوميل (4 أبريل 2003 - )
- سيمفروبول (2017 - )[18]
- أولان-أودي (2011 - )[19]
- بلوفديف [20]

## أعلام
- ليليا بودكوبايفا
- أندري فوروبي
- مايكون بيريرا دي أوليفيرا
- فيتالي باراهنفيتش
- أرسين بافلوف
- أناتولي سولوفيانينكو
- رينات أخميتف
- ألكسندر زاخارتشينكو